# Earle Hodgins
Pour les articles homonymes, voir Hodgins.
Earle Hodgins est un acteur américain né le 6 octobre 1893 à Salt Lake City (États-Unis), mort le 14 avril 1964 à Hollywood (Californie).

## Filmographie

### Années 1930
- 1932 : Prisons d'enfants (Hell's House) de Howard Higgin
- 1934 : Deux tout seuls (Two Alone) d'Elliott Nugent
- 1934 : Le tourbillon (en) (Whirlpool) de Roy William Neill : aboyeur au carnaval
- 1934 : Le Cirque en folie (en) (The Circus Clown) de Ray Enright : aboyeur au cirque
- 1935 : The Cyclone Ranger (en) de Robert F. Hill : Pancho Gonzales
- 1935 : The Texas Rambler (en) de Robert F. Hill : 'Flash' Carson
- 1935 : L'Élixir du docteur Carter (Paradise Canyon), de Carl L. Pierson : Doc Carter
- 1935 : The Affair of Susan de Kurt Neumann
- 1935 : Un petit bout de femme (Little Big Shot), de Michael Curtiz : touriste de la ville de New York
- 1935 : Harmony Lane (en) de Joseph Santley : M.. Bones
- 1935 : Monseigneur le détective (The Bishop Misbehaves) d'Ewald André Dupont
- 1935 : Clair de lune dans la prairie (Moonlight on the Prairie), de D. Ross Lederman : Doc Cody
- 1935 : The Perfect Gentleman de Tim Whelan : régisseur de Music Hall
- 1936 : Ridin' On (en) d'Ira S. Webb : Henchman
- 1936 : Le Mort qui marche (The Walking Dead), de Michael Curtiz : Reporter at Both Trials
- 1936 : Border Caballero (en) de Sam Newfield : Doc Shaw
- 1936 : The Singing Cowboy (en) de Mack Wright : Prof. Pandow
- 1936 : Aces and Eights (en) de Sam Newfield : Marshal
- 1936 : Guns and Guitars de Joseph Kane : 'Doctor' Parker
- 1936 : Ticket to Paradise de Ol Parker : Cab Starter
- 1936 : L'Agent cyclone (en) (Crash Donovan) de William Nigh et Jean Negulesco : Patrolman
- 1936 : Oh, Susanna!, de Joseph Kane : Prof. Ezekial Daniels
- 1936 : Ghost-Town Gold (en) de Joseph Kane : Fight Referee
- 1936 : Le Vandale (Come and Get It), de Howard Hawks et William Wyler : Shell Game Operator
- 1936 : Come Closer, Folks (en) de D. Ross Lederman : Pitchman
- 1936 : The Village Smithy Tex Avery : Narrator
- 1937 : Borderland (en) de Nate Watt : Maj. Stafford
- 1937 : Trail of Vengeance (en) de Sam Newfield : Buck Andrews
- 1937 : La Vengeance du cow-boy (en) (Hills of Old Wyoming) de Nate Watt : Thompson
- 1937 : Round-Up Time in Texas (en) de Joseph Kane : Barkey McKusky
- 1937 : Justice des montagnes (Mountain Justice) de Michael Curtiz : Wheel of Life Barker
- 1937 : Smoke Tree Range (en) de Lesley Selander : Sheriff Day
- 1937 : A Lawman Is Born (en) de Sam Newfield : Sheriff Rock Lance
- 1937 : Range Defenders (en) de Mack V. Wright : Sheriff Dan Gray
- 1937 : Chasseurs d'images (I Cover the War) d'Arthur Lubin : Blake
- 1937 : Heroes of the Alamo (en) de Harry L. Fraser : Stephen F. Austin
- 1937 : Get Rich Quick Porky de Bob Clampett : Oil Land Hustler (voix)
- 1937 : Roaring Six Guns de J. P. McGowan : Sundown
- 1937 : All Over Town (en) de James W. Horne : Barker
- 1937 : Le Jardin de Porky (Porky's Garden) de Tex Avery : Reducing Pills Huckster (voix)
- 1937 : Sky Racket (en) de Sam Katzman : Henchman Spike
- 1937 : Law for Tombstone (en)  de Buck Jones et B. Reeves Eason : Jack Dunn
- 1937 : Nation Aflame (en) de Victor Halperin  : Wilson (henchman)
- 1937 : Texas Trail (en) de David Selman (en) : Major Jordan
- 1937 : Outlaws of the Prairie (en) de Sam Nelson : Neepah
- 1937 : Headin' East (en) d'Ewing Scott (en) : Fred W. Calhoun
- 1938 : Partners of the Plains (en) de Lesley Selander : Sheriff
- 1938 : The Rangers' Round-Up (en) de Sam Newfield : Dr Aikman
- 1938 : The Purple Vigilantes (en) de George Sherman : J. T. McAllister
- 1938 : The Old Barn Dance (en) de Joseph Kane : Terwilliger
- 1938 : Frontier Town (en) de Ray Taylor : Frontier City Rodeo Announcer
- 1938 : Call the Mesquiteers (en) de John English : Doctor Algemon Irving
- 1938 : The Last Stand (en) de Joseph H. Lewis : Thorn Evans
- 1938 : Crépuscule (Under Western Stars), de Joseph Kane : Announcer
- 1938 : Bill Hickok le sauvage (en) (The Great Adventures of Wild Bill Hickok) de Sam Nelson et Mack V. Wright : Kimball, the Editor
- 1938 : Flaming Frontiers (en)  de Ray Taylor et Alan James : The Drunk [Ch. 8]
- 1938 : Pride of the West (en) de Lesley Selander : Sheriff Tom Martin
- 1938 : Barefoot Boy (en) de Karl Brown : Sheriff
- 1938 : Quatre au paradis (Four's a Crowd), de Michael Curtiz : Chauffeur de taxi
- 1938 : Man from Music Mountain (en) de Joseph Kane : Madame Fatima's pitchman
- 1938 : Tarnished Angel (en) de Leslie Goodwins : Revivalist
- 1938 : Lawless Valley (en) de David Howard : Sheriff Heck Hampton
- 1938 : Next Time I Marry (en) de Garson Kanin : Hitchhiking Preacher
- 1939 : The Long Shot de Charles Lamont : Collins
- 1939 : Home on the Prairie (en) de Jack Townley (en) : 'Professor' Wentworth
- 1939 : Almost a Gentleman (en) de Leslie Goodwins : Sheriff Ira Willis
- 1939 : Les Conquérants (Dodge City), de Michael Curtiz : Spieler
- 1939 : Fixer Dugan (en) de Lew Landers : Sideshow Barker
- 1939 : Man of Conquest, de George Nichols Jr. : Texican
- 1939 : Panama Lady de Jack Hively : Foreman
- 1939 : Les Trois Diables rouges (Daredevils of the Red Circle) de William Witney et John English : Hinkle, Amusement Center Barker [Ch. 1]
- 1939 : The Spellbinder (en) de Jack Hively : First Marriage License Clerk
- 1939 : Bataille rangée (en) (Range War)  de Lesley Selander : Deputy Sheriff Fenton
- 1939 : The Day the Bookies Wept  de Leslie Goodwins : Horse Auctioneer
- 1939 : Tonnerre sur l'Atlantique (Thunder Afloat) de George B. Seitz : Fisherman

### Années 1940
- 1940 : Mexican Spitfire (en) de Leslie Goodwins : H. Sharpe, l'avocat du divorce
- 1940 : The Sagebrush Family Trails West (en) de Sam Newfield : 'Doc' Sawyer
- 1940 : Santa Fe Marshal (en) de Lesley Selander : Doc Rufus Tate
- 1940 : Boss of Bullion City (en) de Ray Taylor : Mike Calhoun
- 1940 : The Singing Dude : Animateur de radio
- 1940 : Mon épouse favorite (My Favorite Wife) de Garson Kanin : Greffier à la Cour
- 1940 : Bad Man from Red Butte (en) de Ray Taylor : Hiram T. Cochran
- 1940 : Florian d'Edwin L. Marin : Propriétaire de la concession
- 1940 : The Captain Is a Lady (en) de Robert B. Sinclair : Homme dans le magasin
- 1940 : The Range Busters (en) de S. Roy Luby (en) : Uncle Rolf Thorp
- 1940 : La Fièvre du pétrole (Boom Town), de Jack Conway : Rodeo barker
- 1940 : Men Against the Sky (en) de Leslie Goodwins : Barker
- 1940 : I'm Still Alive (en) d'Irving Reis : Policier
- 1940 : Under Texas Skies de George Sherman : Smithers, le barbier
- 1940 : Law and Order (en) de Ray Taylor : Shérif Fin Elder
- 1940 : Sur la piste des vigilants (Trail of the Vigilantes) d'Allan Dwan : Medicine Man
- 1941 : Scattergood Baines (en) de Christy Cabanne : Jim Barton
- 1941 : Son patron et son matelot (A Girl, a Guy, and a Gob), de Richard Wallace : Sylvester P. Wurple
- 1941 : Las Vegas Nights de Ralph Murphy : Barker at Fickle Fanny
- 1941 : Under Age d'Edward Dmytryk : Dever
- 1941 : The People vs. Dr. Kildare (en) d'Harold S. Bucquet : Onlooker Getting Ambulance
- 1941 : Scattergood Pulls the Strings (en) de Christy Cabanne : Adjoint
- 1941 : Sunset in Wyoming (en) de William Morgan : Billboard Poster
- 1941 : Sailors on Leave d'Albert S. Rogell : Con Man
- 1941 : Burma Convoy (en) de Noel Smith : Pianiste au Burma Road Cafe
- 1941 : Sierra Sue (en) de William Morgan : Brandywine
- 1941 : Deux Nigauds aviateurs (Keep 'Em Flying), d'Arthur Lubin : Tunnel of Love attendant
- 1941 : Sing for Your Supper (en) de Charles Barton : Yokel
- 1941 : Fighting Bill Fargo (en) de Ray Taylor  : Editor Jim Fillmore
- 1941 : Dude Cowboy (en) de David Howard : Steve Crockett
- 1942 : USS VD: Ship of Shame : Show Barker
- 1942 : Ferme ta grande gueule! (en) (Shut My Big Mouth) de Charles Barton : Stagecoach guard
- 1942 : Riding the Wind (en) d'Edward Killy : Burt MacLeod
- 1942 : The Bashful Bachelor (en) de Malcolm St. Clair : Joseph Abernathy
- 1942 : Inside the Law (en) d'Hamilton MacFadden : chef de la police
- 1942 : Les Écumeurs (The Spoilers), de Ray Enright : Miner
- 1942 : Mon espion favori (My Favorite Spy) de Tay Garnett : Second speaker in park
- 1942 : Vainqueur du destin (The Pride of the Yankees) de Sam Wood : Bottle game operator
- 1942 : Call of the Canyon (en) de Joseph Santley : Pie Eating Referee
- 1942 : Deep in the Heart of Texas (en) d'Elmer Clifton : Juge Peabody
- 1942 : L'Homme caché (Undercover Man) de Lesley Selander : Shérif Blackton
- 1942 : Scattergood Survives a Murder (en) de Christy Cabanne : Coroner
- 1942 : Laugh Your Blues Away (en)  de Charles Barton : Acteur
- 1942 : La Reine de l'argent de Lloyd Bacon : Desk Clerk
- 1942 : Fall In (en) de Kurt Neumann : Client de la boutique de cigares
- 1942 : Robin des Bois cow-boy (Red River Robin Hood) Lesley Selander : Adjoint Pete
- 1942 : The Old Chisholm Trail (en) d'Elmer Clifton : Chief Hopping Crow
- 1943 : Tenting Tonight on the Old Camp Ground (en) de Lewis D. Collins : Juge Higgins
- 1943 : Hi'ya, Chum (en) de Harold Young : Snavely, Candidat à la mairie
- 1943 : Idaho : Barman
- 1943 : The Blocked Trail (en) d'Elmer Clifton : Chef Plenty Harvest
- 1943 : La Justice du lasso (Hoppy Serves a Writ) de George Archainbaud : Barman, réceptionniste
- 1943 : Ladies' Day (en) de Leslie Goodwins : Elderly Bond Buyer
- 1943 : Border Patrol (en) : Le cuisinier
- 1943 : King of the Cowboys de Joseph Kane : Ike
- 1943 : Batman, de Lambert Hillyer : Joe, the Cave of Horrors Barker
- 1943 : La Vallée infernale (Buckskin Frontier) de Lesley Selander : Réceptionniste
- 1943 : The Avenging Rider (en) de Sam Nelson : Joe, adjoint du shériff
- 1943 : Gildersleeve's Bad Day (en) de Gordon Douglas : Reporter Earle
- 1943 : Colt Comrades (en) de Lesley Selander : 'Wildcat' Willie
- 1943 : Criminals Within (en) Joseph H. Lewis : Agent Wallace, military intelligence
- 1943 : Frontier Law (en) d'Elmer Clifton : Judge Johnson
- 1943 : Thumbs Up (en) de Joseph Santley : Medicine Pitchman
- 1943 : Frontier Badmen (en) de Ford Beebe : Réceptionniste
- 1943 : The Lone Star Trail (en) de Ray Taylor : Maire Cyrus Jenkins
- 1943 : Bar 20 de Lesley Selander : Tom
- 1943 : Symphonie loufoque (Crazy House) de Edward F. Cline : Barker
- 1943 : The Man from the Rio Grande (en) de Howard Bretherton : Burke (barman)
- 1943 : My Kingdom for a Cook (en) de Richard Wallace : Pitchman
- 1943 : Gangway for Tomorrow (en) de John H. Auer : Constable
- 1943 : False Colors (en) de George Archainbaud : Lawyer Jay Griffin
- 1943 : Zone mortelle (Riders of the Deadline) de Lesley Selander : Sourdough
- 1944 : Hidden Valley Outlaws (en) d'Howard Bretherton : Shérif W. K. MacBride
- 1944 : Lumberjack (en) de Lesley Selander : Le Pasteur
- 1944 : C'est arrivé demain (It Happened Tomorrow), de René Clair : L'homme à la montre
- 1944 : Les Pillards de l'Arizona (Forty Thieves)  de Lesley Selander : Drunk voter
- 1944 : Sensations of 1945 d'Andrew L. Stone : Détective de police
- 1944 : Swing in the Saddle (en) de Lew Landers : Charles Winthrop
- 1944 : Sing, Neighbor, Sing (en) de Frank McDonald : Animateur radio KUYZ
- 1944 : The San Antonio Kid (en) d'Howard Bretherton : Happy Jack
- 1944 : The Utah Kid (en) de Vernon Keays (en) : Animateur Rodeo
- 1944 : Barbary Coast Gent (en) de Roy Del Ruth : Bonton Cafe Barker
- 1944 : Trailin' West de George Templeton (de) : La victime
- 1944 : Une romance américaine (An American Romance) de King Vidor : Auto Workers' Spokesman
- 1944 : Mystery of the River Boat (en) de Lewis D. Collins et Ray Taylor : Jean Duval [Chs. 5-6]
- 1944 : Riders of the Santa Fe (en) de Wallace Fox : Ed Milton
- 1944 : My Gal Loves Music (en) d'Edward C. Lilley : Shérif
- 1944 : Firebrands of Arizona (en) de Lesley Selander : Shérif Hoag
- 1944 : Une femme sur les bras (Practically Yours), de Mitchell Leisen : L'homme au canif
- 1945 : Under Western Skies (it) de Jean Yarbrough : Mayfield
- 1945 : The Topeka Terror (en) d'Howard Bretherton : Don Quixote 'Ipso-Facto' Martindale
- 1945 : Frisco Sal (en)  de George Waggner : Barker
- 1945 : Délicieusement dangereuse (Delightfully Dangerous) d'Arthur Lubin : Burlesque Barker
- 1945 : G.I. Honeymoon de Phil Karlson : Jonas
- 1945 : Crime, Inc. (en) de Lew Landers : Carnival Barker
- 1945 : The Horn Blows at Midnight, de Raoul Walsh : Barker
- 1945 : L'Homme du Sud (The Southerner), de Jean Renoir : Invité au mariage
- 1945 : Bedside Manner : Grover Cleveland 'Chatty' Perkins
- 1945 : Bells of Rosarita : Circus Barker
- 1945 : Piste de l'Oregon (Oregon Trail) : Juge J. Frothingham Smythe
- 1945 : Phantom of the Plains : Le soupirant de la Duchesse
- 1945 : Behind City Lights : Révérend Harkness
- 1945 : Love, Honor and Goodbye : Homme ivre au 'Happy Land'
- 1946 : Live Wires : Barker
- 1946 : Crime of the Century : Eddie
- 1946 : Une nuit mouvementée (Deadline at Dawn) de Harold Clurman (en) : Barker
- 1946 : Partners in Time : Box-Supper Auctioneer Earle
- 1946 : Valley of the Zombies : Fred Mays (Fred Murks)
- 1946 : Les peaux-rouges attaquent (Gun Town), de Wallace Fox : Shérif
- 1946 : Traffic in Crime : Barman
- 1946 : My Pal Trigger : Race Spectator
- 1946 : The Last Crooked Mile : Carnival Barker
- 1946 : Down Missouri Way : Hillbilly Scene Actor
- 1946 : Rustler's Round-Up : Shériff Fin Elder
- 1946 : The Bachelor's Daughters : Dr. Johnson
- 1946 : Gallant Journey William A. Wellman : Side Show Barker
- 1946 : Accomplice (en) : Jeff Bailey
- 1946 : The Devil's Playground (The Devil's Playground) : Adjoint Dan'l
- 1946 : Les Plus Belles Années de notre vie (The Best Years of Our Lives), de William Wyler : Diner Attendant (Lucia's)
- 1946 : That Brennan Girl : Street Car Conductor
- 1947 : Calendar Girl : Official
- 1947 : Fool's Gold (Fool's Gold) : Sandler, the Prospector
- 1947 : Vigilantes of Boomtown : Governor
- 1947 : Au carrefour du siècle (The Beginning or the End), de Norman Taurog : Gate guard
- 1947 : Le Maître de la prairie (The Sea of Grass) (The Sea of Grass) d'Elia Kazan : Brewton Ranch Hand
- 1947 : Le Mystérieux visiteur (Unexpected Guest) : Joshua Colter
- 1947 : Blaze of Noon : Poppy's Barker
- 1947 : Oregon Trail Scouts : Le juge
- 1947 : Hollywood Barn Dance (en) de Bernard B. Ray : Cartwright
- 1947 : The Marauders (en) : Clerk Tom
- 1947 : Song of the Thin Man : Baggage Man
- 1947 : Les Conquérants d'un nouveau monde (Unconquered), de Cecil B. DeMille : Spieler for Mermaid
- 1947 : Key Witness (en) : Racetrack Cop
- 1947 : Desire Me : Barker
- 1947 : The Return of Rin Tin Tin : Joe
- 1948 : The Main Street Kid : Juge Belin
- 1948 : If You Knew Susie (en) de Gordon Douglas : Commissaire-priseur
- 1948 : Relentless : Citadin qui indique la direction
- 1948 : Oklahoma Badlands : Jonathan Walpole, posing as George Black
- 1948 : Let's Live Again : Camelot
- 1948 : Silent Conflict : Doc Richards
- 1948 : The Hunted : Barker
- 1948 : La Grande Horloge (The Big Clock), de John Farrow : Guide
- 1948 : Old Los Angeles : Horatius P. Gassoway
- 1948 : Hazard : docteur
- 1948 : Borrowed Trouble : shérif
- 1948 : Far West 89 (Return of the Bad Men), de Ray Enright : Auctioneer
- 1948 : Smith le taciturne (Whispering Smith), de Leslie Fenton : Snake oil spieler
- 1948 : Jiggs and Maggie in Court : spectateur
- 1948 : Visage pâle (The Paleface), de Norman Z. McLeod : Clem
- 1949 : Sheriff of Wichita : Jess Jenkins
- 1949 : Jenny, femme marquée (Shockproof) de Douglas Sirk :Race Caller
- 1949 : Slightly French, de Douglas Sirk : Barker
- 1949 : Radio Riot
- 1949 : Henry, the Rainmaker : Mr. Peabody
- 1949 : Panique sauvage au far-west (en) (Stampede) de Lesley Selander : Square Dance Caller
- 1949 : Canadian Pacific (Canadian Pacific) d'Edwin L. Marin : Sandy McNair
- 1949 : Jiggs and Maggie in Jackpot Jitters : Joe Klink
- 1949 : I Married a Communist : Speaker in Park
- 1949 : Song of Surrender (en) de Mitchell Leisen : Bidder
- 1949 : The Great Dan Patch : chauffeur

### Années 1950
- 1950 : Square Dance Katy : Slick
- 1950 : The Savage Horde : Buck Yallop
- 1950 : David Harding, Counterspy : marchand de journaux
- 1950 : Voyage sans retour (Where Danger Lives) de John Farrow : Postville Cowboy
- 1950 : La Scandaleuse Ingénue (The Petty Girl) : le passeur
- 1950 : Bunco Squad (en) de Herbert I. Leeds : prof. Markett, numérologue
- 1950 : The Return of Jesse James : Mason County Sheriff
- 1950 : Terre damnée (Copper Canyon), de John Farrow : Joseph Sand (mineur)
- 1951 : Al Jennings of Oklahoma (it) de Ray Nazarro : professeur, pianiste au saloon
- 1951 : Nevada Badmen : commissaire-priseur
- 1951 : Show Boat, de George Sidney : barman au Riverboat
- 1951 : La Caravane des évadés (Passage West), de Lewis R. Foster : frontalier dans le wagon
- 1951 : Le Cabaret du soleil couchant (The Strip) : Steve, the Police Technician
- 1951 : Journey into Light : Cliff Newton, le commissaire-priseur
- 1951 : Carnaval au Texas (Texas Carnival) : portier
- 1951 : Une vedette disparaît (Callaway Went Thataway) : portier au club Somerset
- 1951 : Convoi de femmes (Westward the Women) : homme ivre
- 1952 : And Now Tomorrow
- 1952 : Vocation secrète (Boots Malone) : propriétaire
- 1952 : L'Étoile du destin (Lone Star) : Windy Barton
- 1953 : La Fille qui avait tout (The Girl Who Had Everything) de Richard Thorpe : Spotter
- 1953 : The Great Jesse James Raid (it) de Reginald Le Borg : Soapy' Smith, Saloon Spieler
- 1953 : City of Bad Men d'Harmon Jones : Barker
- 1953 : La Trahison du capitaine Porter (Thunder Over the Plains) d'André de Toth : Auctioneer
- 1954 : Bitter Creek de Thomas Carr : Charles Hammond
- 1954 : The Forty-Niners : employé de l'hôtel à Santa Cruz
- 1955 : À l'est d'Éden (East of Eden) : Shooting Gallery Attendant
- 1955 : Pour que vivent les hommes (Not as a Stranger) : Sam
- 1955 : Blanches colombes et vilains messieurs (Guys and Dolls) : Pitchman
- 1956 : La première balle tue (The Fastest Gun Alive) : le sorcier
- 1956 : La VRP de choc (The First Traveling Saleslady : vétérinaire
- 1956 : The Young Guns : Pot Luck
- 1956 : La Loi du Seigneur (Friendly Persuasion) : Shooting gallery operator
- 1957 : The Oklahoman : Sam le barman
- 1957 : The D.I. : gardien
- 1957 : Up in Smoke : Friendly Frank
- 1958 : The Missouri Traveler : vieux métayer
- 1958 : Mardi Gras d'Edmund Goulding : portier
- 1959 : Le Shérif aux mains rouges (The Gunfight at Dodge City) : The First Barker

### Années 1960
- 1960 : Procès de singe (Inherit the Wind) : Dr Britton's Tonic Spieler with Chimp
- 1962 : Saintly Sinners (en) de Jean Yarbrough : oncle Clete
- 1962 : L'Homme qui tua Liberty Valance (The Man Who Shot Liberty Valance) : Clute Dumphries

### Télévision (incomplet)
- 1958-1959 : Au nom de la loi (Wanted Dead or Alive) (série TV) Saison 1 épisode 9 : Stableman